# 프랑켄슈타인 늑대인간 만나다
프랑켄슈타인 늑대인간 만나다(Frankenstein Meets The Wolf Man)는 미국에서 제작된 로이 윌리엄 네일 감독의 1943년 SF, 공포 영화이다. 일로나 마세이 등이 주연으로 출연하였고 조지 와그너 등이 제작에 참여하였다.

## 출연

### 주연
- 일로나 마세이
- 패트릭 노울즈

### 조연
- 리오넬 앳윌
- 벨라 루고시
- 마리아 우스펜스카야
- 데니스 호이
- 돈 바클레이
- 렉스 에반스
- 드와이트 프라이어
- 해리 스툽스
- 론 채니 주니어
- 데이빗 클라이드
- 제프 코리
- 소니아 다린
- 시릴 드르반티
- 랜스 풀러
- 찰스 어윈
- 아디아 쿠즈넷조프
- 도리스 로이드
- 토븐 메이어
- 베아트리스 로버츠
- 톰 스티븐슨
- 마샤 빅커스

## 제작진
- 세트: 러셀 A. 고스맨
- 의상: 베라 웨스트